# Derbi de Stuttgart
El Derbi de Stuttgart (en alemán: Stuttgarter Stadtderby), conocido también como Stuttgarter Lokalderby, es la rivalidad de fútbol que existe entre el Stuttgarter Kickers y el VfB Stuttgart, ambos equipos de la ciudad de Stuttgart en Alemania.

## Historia
El primer enfrentamiento entre ambos equipos se dio el 15 de septiembre de 1912 que terminó con victoria para el Kickers por 6-2, siendo el equipo que dominaba el historial durante las épocas de fútbol aficionado en el Imperio alemán, pero que con la reforma del Fútbol en Alemania nazi las diferencias se redujeron, y tras la Segunda Guerra Mundial la balanza se inclinó para el Stuttgart con la diferencia de que la mayoría de sus enfrentamientos se dieron en partidos amistosos ya que rara vez coinciden en la misma categoría y no se han enfrentado entre sí desde 2017.

## Estadísticas
| Actualización: 10 de julio de 2017 | Stuttgarter Kickers | – | VfB Stuttgart |

| Torneo                                           | Partidos | Victorias | Empates | Victorias | Goles   |
| ------------------------------------------------ | -------- | --------- | ------- | --------- | ------- |
| Bundesliga                                       | 4        | 0         | 0       | 4         | 2:12    |
| Oberliga Süd                                     | 26       | 5         | 5       | 16        | 28:52   |
| Gauliga Württemberg                              | 20       | 6         | 4       | 10        | 30:48   |
| Endrunde Gauliga Württemberg                     | 2        | 1         | 0       | 1         | 7:6     |
| 2. Bundesliga Süd                                | 4        | 1         | 1       | 2         | 3:7     |
| Bezirksliga Schwaben                             | 2        | 2         | 0       | 0         | 18:1    |
| Bezirksliga Württemberg/Baden                    | 18       | 5         | 6       | 7         | 30:34   |
| Entscheidungsspiel Bezirksliga Württemberg/Baden | 1        | 1         | 0       | 0         | 6:1     |
| Südkreisliga                                     | 4        | 2         | 1       | 1         | 12:6    |
| Frühjahrsrunde                                   | 2        | 1         | 0       | 1         | 5:4     |
| Herbstrunde                                      | 1        | 1         | 0       | 0         | 1:0     |
| Kreisliga Württemberg                            | 8        | 5         | 2       | 1         | 13:5    |
| Süddeutsche Meisterschaft                        | 2        | 1         | 0       | 1         | 3:5     |
| Süddeutscher Pokal                               | 3        | 1         | 0       | 2         | 7:8     |
| Gaupokal Württemberg                             | 2        | 2         | 0       | 0         | 6:4     |
| WFV-Pokal                                        | 1        | 1         | 0       | 0         | 3:1     |
| Stuttgarter Stadtmeisterschaft                   | 2        | 0         | 1       | 1         | 3:6     |
| Stuttgarter Stadtpokal                           | 1        | 1         | 0       | 0         | 5:2     |
| Spiel um den Ehrenpreis Stuttgarts               | 1        | 0         | 0       | 1         | 0:1     |
| Testspiele                                       | 64       | 12        | 13      | 39        | 106:176 |
| Gesamt                                           | 168      | 48        | 33      | 87        | 288:379 |